# Warren Miller
Max Warren Miller (31. srpna 1921, Stowe, Pensylvánie – 20. dubna 1966, New York) byl americký spisovatel, který je znám zejména díky svému románu The Cool World (česky jako Prezydent Krokadýlů), ve kterém popisuje život v černošském ghettu v Harlemu.

## Život
Narodil se roku 1921 v pensylvánském městečku Stowe. Jeho studium na Iowské univerzitě přerušila druhá světová válka, kdy se dostal s americkou armádou až do Normandie. Studia pak dokončil roku 1948 a nějaký čas na Iowské univerzitě dokonce vyučoval. Po přestěhování do New Yorku žil sedm let ve východním Harlemu, kde na vlastní oči viděl bídný život v černošském ghettu, což se výrazně projevilo v jeho tvorbě. Nejprve pracoval v oblasti reklamy, ale literární tvorba jej přitahovala stále víc. Nakonec se jí plně věnoval a roku 1965 stal literárním redaktorem časopis The National.
Zemřel teprve čtyřiačtyřicetiletý roku 1966 v New Yorku na rakovinu plic.

## Dílo
- The Sleep of Reason (1956, Rozum usnul), románová satira na mccarthismus, kterou musel Warrem Miller vydat v Londýně (v USA vyšla kniha až v roce 1961).
- Love Me Little (1957, Miluj mě trošku) a The Bright Young Things (1958, Veselá omladina), dva romány vydané pod pseudonymem Amanda Vailová, humorné příběhy ze života tzv. zlaté mládeže.
- The Way We Live Now (1958, Jak dnes žijeme), román soustřeďující se na život početné vrstvy rozvedených manželů a jejich uvolněné morální a citové vazby.
- King Carlo of Capri (1958, Král Carlo z Capri), romantická pohádka pro děti volné zpracovaná podle Charlese Perraulta.
- The Cool World (1959, česky jako Prezydent Krokadýlů), román, nejzdařilejší Millerovo dílo, burcující sociální výpověď a mistrná psychologická studie popisující život a válku černošských gangů v Harlemu. Parta Krokadýlů vede v románu válku na život a na smrt s jiným gangem stejně ubohých mladých černochů jako jsou oni sami.
- Pablo Paints a Picture (1959, Pablo si maluje), knížka pro děti.
- The Goings-on at Little Wishful (1960, Podivné události v obci Malá přání), knížka pro děti.
- 90 miles from home: The face of Cuba today (1961, Devadesát mil od domova: Tvář dnešní Kuby), soubor reportáží a interviewů s příznivci i odpůrci Castrova převratu na Kubě.
- Flush Times (1962, Čas se naplnil), román odehrávající na Kubě v období Batistovy diktatury, jehož hrdinou je rozvrácený světoběžník hledající nový smysl života.
- Looking For The General (1964, Hledání generála), román na pomezí vědeckofantastického žánru ironizující psychózu o mimozemšťanech.
- The Siege of Harlem (1964, Obléhání Harlemu), autorův poslední román líčící převrat v Harlemu, kdy harlemští černoši vyhlásili nezávislost.

## Filmové adaptace
- The Cool World (1964), americký film, režie Shirley Clarke,
- The Way We Live Now (1970), americký film, režie Barry Brown.

## Česká vydání
- Prezydent Krokadýlů, SNKLU, Praha 1963, přeložil Jan Zábrana, znovu Odeon roku 1990 a Argo roku 2010. Český název knihy vznikl po dohodě překladatele s autorem, neboť doslovný překlad titulu (např. Chladný svět) nemůže vystihnout všechny významy anglického slova "cool" včetně slangových odstínů (znamená mimo jiné povzneseně klidný, přezíravě chladný a citově nezaujatý postoj, chování zabijáka s ledovou tváří).